# Franz Xaver Gmeiner
Pour les articles homonymes, voir Gmeiner.
Franz Xaver Gmeiner (né le 6 janvier 1752 à Studenitz, mort le 27 mars 1828 à Graz) est un philosophe, théologien, historien de l'Église et canoniste autrichien.

## Biographie
Gmeiner est élève du Gymnasium de Maribor puis de Graz. Il étudie la philosophie et la théologie à l'université de Graz, sous l'influence de Karl Anton von Martini, un disciple de Christian Wolff, et obtient le titre de docteur en philosophie. Il est ordonné prêtre en 1774 et obtient son doctorat en théologie en 1775. Après une période en tant que professeur agrégé, il devient professeur titulaire d'histoire de l'Église.
Gmeiner est recteur de l'université au cours de l'année universitaire 1791-1792, puis président du conseil d'études pendant dix ans puis de 1802 à 1816 directeur des études philosophiques. Le 6 décembre 1816, il est nommé Conseiller impérial. En 1822, il prend sa retraite.
Gmeiner est partisan du joséphisme, hostile aux ordres monastiques.
Les ouvrages Epitome historiae ecclesiasticae N. T. in usum praelectionum academicarum, paru en 1787, et Institutiones iuris ecclesiastici, ad principia iuris naturae et civitatis methodo geometrica adornatae, et Germaniae accomodatae, paru en 1782, sont mis à l’Index librorum prohibitorum le 10 septembre 1827 et le 8 juin 1847.